# Wadih Saadeh
Wadih Sa'adeh (tiếng Ả Rập: وديع سعادة; sinh 1948) là một nhà thơ, nhà báo Úc và Liban.
Wadih Sa'adah sinh tại Liban năm 1948. Ông đã từng làm việc như một nhà báo ở Beirut, London, Paris và Nicosia, Migrating trước khi tới Úc năm 1988. Sau đó, ông bắt đầu làm công việc quản lý biên tập tại Liban Annahar, một tờ báo xuất bản tại Sydney.
Ông đã xuất bản 12 cuốn sách thơ trong tiếng Ả Rập, một số đang được dịch sang tiếng Anh, tiếng Đức, tiếng Pháp, tiếng Tây Ban Nha và một số ngôn ngữ khác.
Ông đã tham gia rất nhiều lễ hội thơ tại Úc và các quốc gia khác (Kholn, Berlin, Lodeve...).